# 10th Anniversary Concert
10th Anniversary Concert je druhé koncertní album německé skupiny Scooter. Bylo vydáno roku 2004 a obsahuje 11 skladeb. Je to live album. Samostatně vyšlo jen na web vydání, na CD jenom jako druhé CD limitované verze alba Mind The Gap.

## Seznam skladeb
| Pořadí         | Název                                         | Délka |
| -------------- | --------------------------------------------- | ----- |
| 1.             | Intro                                         | 1:10  |
| 2.             | Maria (I Like It Loud)                        | 3:55  |
| 3.             | Weekend!                                      | 3:37  |
| 4.             | Friends                                       | 3:48  |
| 5.             | Waiting for Spring / Let Me Be Your Valentine | 8:21  |
| 6.             | Habanera / Call Me Mañana                     | 5:33  |
| 7.             | Break It Up                                   | 3:49  |
| 8.             | Frequent Traveller / How Much Is The Fish?    | 6:26  |
| 9.             | Nessaja                                       | 3:07  |
| 10.            | Jigga Jigga!                                  | 2:02  |
| 11.            | Hyper Hyper                                   | 3:35  |
| Celková délka: | Celková délka:                                | 45:23 |